# Everyday (песня Арианы Гранде)
«Everyday» (с англ. — «Каждый день») — песня, записанная американской певицей и автором песен Арианой Гранде при участии американского хип-хоп-исполнителя Фьючера. Она была выпущена 10 января 2017 года на лейбле Republic в качестве четвёртого и заключительного сингла из третьего студийного альбома исполнительницы Dangerous Woman (2016). Песня была написана самой Гранде, Саваном Котечей, Максом Мартином, Ильёй Салманзаде и Фьючером.
«Everyday» — это трек в жанрах электропоп и трэп с акцентом на энергичном бите и пульсирующем басе. Лирически это одна из самых откровенных песен Гранде, текст которой посвящён сексуальному удовольствию. Трек получил смешанные отзывы от критиков: они высоко оценили продакшн, но нейтрально отнеслись к участию Фьючера. В коммерческом плане песня попала в чарты нескольких стран, но не смогла подняться выше тридцатого места ни в одном из них.
Премьера видеоклипа состоялась 27 февраля 2017 года на Vevo. Его режиссёром стал Крис Маррс Пилиеро. Гранде продвигала трек, исполняя его во время своего второго мирового тура Dangerous Woman Tour (2017). Песня вошла в топ-40 в Бельгии и в британском чарте R&B, а позже получила платиновую сертификацию в США, Канаде, Австралии и Бразилии.

## Предыстория и релиз
«Everyday» была написана Саваном Котечей, Ильёй Салманзаде, Арианой Гранде и Фьючером, а продюсерами выступили Илья Салманзаде и Макс Мартин. Песня была записана в 2015 году на студиях MXM Studios и Wolf Cousins Studios в Стокгольме. В интервью для KIIS-FM Гранде рассказала о сотрудничестве с Фьючером: «Я знала, что хочу поработать с ним, но не была уверена, получится ли найти подходящую песню для нас, ведь мы такие разные. Но мы создали что-то крутое, уникальное и захватывающее».
Певица впервые представила «Everyday» 13 мая 2016 года на Beats 1, за неделю до выхода альбома Dangerous Woman. 3 января 2017 года она объявила песню четвёртым синглом альбома. 10 января 2017 года трек был добавлен в плейлисты американских радиостанций, специализирующихся на ритмичной современной музыке. Песня вышла на американские радиостанции формата contemporary hit 14 февраля 2017 года.

## Композиция
«Everyday» — это чувственная композиция в жанрах электропоп, R&B и трэп. В основе трека лежит ритмичный, слегка механический танцевальный бит, дополненный пульсирующим басом. Звучание дополняют клавишные, ударные и гитары. Песня начинается со строки, которую Ариана Гранде исполняет проникновенно: «Anytime I’m alone, I can’t help thinking about you» («Каждый раз когда я одна, я не могу перестать думать о тебе»). Её голос обрамляют мягкие R&B-аранжировки с переливающимися синтезаторами. Перед каждым припевом появляется минималистичный переход, акцентирующий внимание на вокале. Энергичный припев в стиле EDM оживляется благодаря вокалу Фьючера, который исполняет хуки в слегка искажённой и «гипнотической» манере, в то время как Гранде гармонично вплетается в его звучание. Вместо привычных высоких нот Ариана использует более спокойную и непринуждённую манеру исполнения.
Текст песни откровенно говорит о страсти и сексуальном удовольствии. Гранде рисует образ жаркого романа, насыщенного флиртом и страстью. В своём куплете Фьючер добавляет детали о роскошных поездках и ночных приключениях, делая акцент на своём образе «плохого парня», который идеально подходит её темпераменту.

## Отзывы
Джоуи Нолфи из Entertainment Weekly положительно оценил песню, назвав её «ритмичным хитом» и выделив чувственный вокал Гранде. Майкл Крэгг из The Observer описал трек как энергичный. Дженна Ромейн из Billboard назвала его «весёлым и заводным», а её коллега Тейлор Уэзерби отметила, что это одна из лучших коллабораций Гранде, подчеркнув её яркость. Стивен Томас Эрлевайн из AllMusic назвал «Everyday» «мощным, насыщенным хитом». Энни Залески из The A.V. Club охарактеризовала песню как «жемчужину трэп-попа», отметив, что в ней Гранде звучит гораздо увереннее, пробуя разные стили в альбоме Dangerous Woman. Бреннан Карли из Spin похвалил «проработанный припев». Крис Менч из Complex заметил, что «Everyday» идеально вписывается в более зрелый образ, который Гранде продемонстрировала в альбоме. Танцевальный ритм и откровенный текст, по его мнению, способны понравиться как фанатам, так и слушателям радиостанций.
Натан Визнитцки из Pretty Much Amazing отметил, что вокалу Гранде не хватает выразительности, но признал, что куплет Фьючера спасает эту «довольно банальную песню». Куинн Морленд из Pitchfork раскритиковала повторяющийся припев в исполнении Фьючера и добавила, что без его участия было бы очевидно, что «Everyday» — это «пустая песня». Росс Скаранно из Complex в обзоре альбома Dangerous Woman отметил, что «Everyday» и «Greedy» не дотягивают до уровня ярких треков из альбома My Everything (2014). Крис Келли из Fact счёл, что участие Фьючера в треке попросту не раскрыто. Кристофер Р. Вайнгарден из Rolling Stone назвал песню «композицией, где Фьючер поёт припев из одного слова», и привёл её как пример того, что Гранде порой увлекается хаотичным звучанием и неудачной последовательностью треков. Теон Уэбер из Spin охарактеризовал трек как «типичный продукт 2016 года» и «излишний балласт от продюсеров». Издание Sputnikmusic назвало «Everyday» «провалом», отметив, что песня не только имеет слабый текст, но и безликое звучание.

## Видеоклип
30 января 2017 года Ариана Гранде запустила челлендж для своих фанатов: чтобы открыть доступ к лирик-видео на песню «Everyday», нужно было собрать достаточное количество сохранений и прослушиваний трека на Spotify. 1 февраля видео появилось на её канале Vevo. В ролике Ариана танцует и поёт перед яркими прожекторами, одетая в чёрный топ, объёмную куртку от бренда Karl Kani и с причёской с маленькими пучками. Фьючер, записавший с Гранде эту песню, в видео не появился. Премьера официального видеоклипа состоялась 27 февраля 2017 года. Его снял режиссёр Крис Марс Пилиеро, ранее работавший с певицей над видеоклипами «Break Free» и «Santa Tell Me».

## Живые исполнения
Гранде впервые исполнила песню «Everyday» 21 мая 2016 года в рамках презентации своего альбома для Vevo в Нью-Йорке. Она была включена в сет-лист тура певицы Dangerous Woman Tour (2017). «Everyday» также была исполнена на фестивале IHeartRadio в 2016 году.

## Участники записи
Из аннотации альбома Dangerous Woman.
- Ариана Гранде — вокал, бэк-вокал, автор
- Фьючер — вокал, бэк-вокал, автор
- Илья Салманзаде — продакшн, продюсер вокала, программирование, клавишные, бас, перкуссия, бэк-вокал
- Саван Котеча — автор, бэк-вокал
- Макс Мартин — продюсер вокала
- Сербан Генеа — сведение
- Сэм Холланд — звукорежиссёр
- Джон Хейнс — инженер по сведению
- Том Койн — мастеринг
- Ая Меррилл — мастеринг
- Джереми Лертола — гитары

## Чарты
| Чарты (2016—2017)                          | Высшая позиция |
| ------------------------------------------ | -------------- |
| Австралия (ARIA)                           | 96             |
| Бельгия (Ultratip Bubbling Under Flanders) | 6              |
| Бельгия/Валлония (Ultratop 50)             | 38             |
| Канада (Billboard Canadian Hot 100)        | 54             |
| Чехия (Singles Digitál Top 100)            | 70             |
| Ирландия (IRMA)                            | 88             |
| Новая Зеландия (RMNZ)                      | 3              |
| Португалия (AFP)                           | 74             |
| Шотландия (OCC Scotland)                   | 72             |
| Великобритания (OCC UK Singles)            | 123            |
| Великобритания (OCC UK Hip Hop/R&B)        | 36             |
| США (Billboard Hot 100)                    | 55             |
| США (Billboard Pop Airplay)                | 18             |
| США (Billboard Rhythmic)                   | 13             |

## Сертификации
| Регион                                                                      | Сертификация  | Продажи   |
| --------------------------------------------------------------------------- | ------------- | --------- |
| Австралия (ARIA)                                                            | Платиновый    | 70 000    |
| Бразилия (ABPD)                                                             | 3× Платиновый | 180 000   |
| Канада (Music Canada)                                                       | Платиновый    | 80 000    |
| Великобритания (BPI)                                                        | Золотой       | 400 000   |
| США (RIAA)                                                                  | Платиновый    | 1 000 000 |
| Данные о продажах + прослушиваниях приведены только на основе сертификации. |               |           |

## История релиза
| Страна | Дата            | Формат                 | Лейбл     | Прим.  |
| ------ | --------------- | ---------------------- | --------- | ------ |
| США    | 10 января 2017  | Rhythmic contemporary  | Republic  | [ 50 ] |
| США    | 14 февраля 2017 | Contemporary hit radio | Republic  | [ 51 ] |
| Италия | 9 июня 2017     | Contemporary hit radio | Universal | [ 52 ] |